# Olli Rehn
Olli Ilmari Rehn (Mikkeli, 31 de marzo de 1962) es un empresario y político finlandés. Es el actual gobernador del Banco de Finlandia desde el 12 de julio de 2018. Fue el comisario europeo de Asuntos Económicos y Monetarios hasta el 1 de julio de 2014. En 2015 y 2016 fue ministro de Asuntos Económicos de Finlandia.

## Biografía
Nacido en la Finlandia oriental, estudió economía, relaciones internacionales y periodismo en Estados Unidos, realizando posteriormente un máster en ciencias políticas en la Universidad de Helsinki y un doctorado en filosofía en la Universidad de Oxford. Durante su juventud también fue jugador de fútbol, llegando a jugar en la primera división finlandesa con el equipo de su ciudad natal, Mikkelin Palloilijat.
Comenzó su carrera política como concejal en Helsinki en 1988. Fue vicepresidente del Partido del Centro finlandés desde 1988 a 1994, partido del que había sido presidente de sus juventudes. Elegido miembro del parlamento finlandés en 1991, dirigió la delegación de su país en el Consejo de Europa siendo también consejero especial del primer ministro Esko Aho durante los años 1992 y 1993. Abandonó su escaño en el parlamento finlandés al obtener acta de eurodiputado en 1995 donde se integró en el grupo liberal-demócrata. 
Desde 1998 a 2002 fue jefe de gabinete del entonces comisario finlandés Erkki Liikanen. En julio de 2004, sucedió a su antiguo jefe como miembro finlandés de la Comisión Europea, integrándose por unos meses en la Comisión presidida por Romano Prodi, donde asumió las mismas materias de Erkki Liikanen, política de empresas y sociedad de la información.
Desde noviembre de 2004 y hasta noviembre de 2009, en la Comisión presidida por José Manuel Durão Barroso se encargó de la ampliación a los nuevos Estados miembros. Desde este cargo ha dirigido la fase final de la integración de Bulgaria y Rumanía el 1 de enero de 2007. Fue el principal negociador de la posible adhesión de Croacia y Turquía hasta 2010. En febrero de ese año, con la reforma de la comisión, fue nombrado comisario europeo de Asuntos Económicos y Monetarios.